# Црнотравски партизански одред
Црнотравски народноослободилачки партизански (НОП) одред „Синадин Миленовић" је био партизанска јединица у саставу Народноослободилачке војске и партизанских одреда Југославије током Другог светског рата у Србији.

## Историјат
Формиран је у другој половини августа 1942. у рејону села Валниша (близу Бабушнице), од 50 до 60 преживелих бораца Бабичког НОП одреда. До новембра је дејствовао по групама: једна у рејону Црне Траве, друга око Власотинаца, а трећа на Кукавици. Четврта група успоставила је преко Карадака, везу са партизанима Куманова, Косова и Метохије; њу су 8. октобра напале бугарске фашистичке снаге у селу Врбану код Прешева и нанеле јој знатне губитке. После краћег задржавања у рејону Урошевца и демолирања постројења у руднику хрома Лојане 19. октобра, четврта група вратила се 20. новембра у Црну Траву. Крајем 1942. Одред је реорганизован у два вода од по 30 бораца. Одред је извршио неколико успешних акција: 13. јануара 1943. на жел.езничкој станици Момин Камен код Владичиног Хана порушио мост на Јужној Морави, избацио из строја 20 Немаца и Бугара; 2. фебруара упао у Црну Траву, растерао бугарску посаду и спалио архиву. Средином фебруара 1943. Одред је нарастао на 98 бораца наоружаних пушкама и са 12 пушкомитраљеза. У селу Равној Гори је, по упутству делегата ВШ НОВ и ПОЈ и ЦК КПЈ, одлучено да се Црнотравски НОП одред преформира у 2. јужноморавски НОП одред, под којим називом дејствује од 4. марта 1943. Поново је формиран 4. фебруара 1944. године у селу Јабуковику (Лужница). Одред је формирао Миодраг — Драги Стаменковић, члан Главног штаба НОВ и ПО Србије и секретap ПК СКОЈ-а, члан ПК КПЈ Србије. На дан формирања одред је у строју имао око 100 бораца, распоређених у два батаљона, с перспективом да се попуне и одред омасови. Штаб одреда сачињавали су: командант Драгољуб Петковић Столе, политички комесар Драгомир Петровић, заменик команданта Бранислав Стојановић Бујер, заменик политичког комесара Божидар Јанић Влада. Одред је изводио борбена дејства на простору Лужница — Црна Трава и комуникацији Ниш — Бела Паланка — Пирот. Имао је бројне борбе против бугарске војске и четничких јединица Драже Михаиловића. Издржао је бугарске офанзиве које су предузимане на том терену, омасовио се и нарастао у прилично велику војну јединицу. Наредбом Главног штаба НОВ и ПО Србије 22. маја 1944. године, на Чобанцу (Црна Трава), од овог одреда и дела Бабичког НОП одреда, формирана је Дванаеста српска народноослободилачка бригада, која је ушла у састав 22. српске дивизије НОВЈ. Тада је Црнотравски НОП одред престао да постоји овом реорганизацијом.